# Duncan Goodhew
Duncan Alexander Goodhew, född 27 maj 1957 i Marylebone i England, är en brittisk före detta simmare.
Goodhew blev olympisk guldmedaljör på 100 meter bröstsim vid sommarspelen 1980 i Moskva.